# Alex Comas
Alex Javier Comas Yacomelo (* 14. November 1971 in Barranquilla) ist ein ehemaliger kolumbianischer Fußballspieler. Der Stürmer absolvierte zwei Länderspiele für Kolumbien und wurde auf Vereinsebene mehrmals Kolumbianischer Meister.

## Karriere

### Verein
Alex Comas begann seine Karriere in der Apuestas la Fortuna und wurde an Independiente Medellín verliehen. Dort kam er lediglich zehn Spielminuten gegen Atlético Nacional zum Einsatz. Bei Unión Magdalena startete 1992 seine Profikarriere beim Spiel gegen Once Caldas. In seiner Karriere spielte er 1995 in Argentinien bei San Lorenzo de Almagro, 2000 bis 2001 in den USA bei den MetroStars, 2002 in Venezuela beim Carabobo FC sowie von 2007 bis 2008 beim Aragua FC, in Chile 2004 bis 2005 bei Deportes La Serena sowie 2006 bei Santiago Morning.
In Kolumbien spielte Comas für verschiedene Klubs. Die meisten Titel holte Comas mit Atlético Nacional. Mit El Verde gewann er zwei Meisterschaften sowie die Copa Interamericana 1997 und Copa Merconorte 1998. Mit Deportes Tolima gewann Comas in der Finalización 2003 eine weitere Meisterschaft. Sein schnellstes Tor erzielte er im Juni 1995 für América de Cali gegen seinen Ex-Klub Deportes Quindío nach zehn Spielsekunden.

### Nationalmannschaft
Für die Nationalmannschaft absolvierte Alex Comas 1998 zwei Spiele in der Vorbereitung auf die Weltmeisterschaft 1998 in Frankreich. Er wurde anschließend nicht für das Endturnier nominiert.

## Erfolge
Atlético Nacional
- Kolumbianischer Meister: 1994, 1999
- Copa Interamericana: 1997
- Copa Merconorte: 1998

Deportes Tolima
- Kolumbianischer Meister: 2003-F